# Il cavaliere pallido
Il cavaliere pallido (Pale Rider) è un film del 1985 diretto e interpretato da Clint Eastwood. Il titolo è un chiaro riferimento ai quattro Cavalieri dell'Apocalisse.
Il film è stato presentato in concorso al 38º Festival di Cannes. Dopo la proiezione a Cannes, è uscito negli Usa il 28 giugno 1985, mentre in Italia il 5 settembre dello stesso anno.

## Trama
In una zona montuosa del Far West degli Stati Uniti il proprietario di miniere Coy LaHood vuole scacciare i cercatori d'oro indipendenti che vivono in comunità tra loro nella zona di Carbon Canyon. Tuttavia i cercatori si sono stabiliti legalmente e, per impossessarsi del loro terreno, LaHood li minaccia usando anche la violenza contro gli accampamenti e le famiglie, dando ordine agli uomini che lavorano per lui di travestirsi da banditi e di assaltare le loro abitazioni vicino ai torrenti.
Quando sembra che i cercatori d'oro stiano per rinunciare a tutto e andarsene, appare uno sconosciuto che, appena arrivato nella cittadina fondata da LaHood, difende il cercatore d'oro Hull Barret dagli uomini di LaHood. Poco dopo lo sconosciuto fa la sua apparizione nel villaggio dei cercatori proprio mentre Megan, figlia di Sarah, la donna amata da Barret, sta leggendo il brano dell'Apocalisse di San Giovanni: ...e quando l'angelo aperse il quarto sigillo, ecco si presentò un "cavaliere su un cavallo pallido", il suo nome era Morte, e l'inferno lo seguiva.
Per sdebitarsi Barret invita lo sconosciuto a casa sua per lavarsi e per caso vede nella schiena dello straniero sei cicatrici, provocate da pallottole sparate molto tempo prima, alle quali l'uomo sembra sopravvissuto. Poi Barret invita lo straniero a mangiare a casa di Sarah e lui si presenta vestito come un predicatore. Poi inizia a soggiornare con loro, portando il suo aiuto alla comunità.
In seguito il figlio di Coy LaHood manda Club, un rozzo gigante, al villaggio per scacciare il religioso, poiché il pastore gli sta mettendo i bastoni tra le ruote. Tuttavia il tentativo fallisce miseramente e il gigante torna piegato in due, dopo aver ricevuto una violenta mazzata nei testicoli. Il tentativo di corrompere il predicatore fallisce ugualmente. LaHood assolda, quindi, lo sceriffo corrotto Stockburn e i suoi sei assistenti per mettere definitivamente la parola fine a tutta la vicenda. Gli scagnozzi deviano con un'esplosione il ruscello, che alimenta l'accampamento dove si erano stabiliti i cercatori. Uno di questi riesce a trovare una grossa pepita d'oro e va in paese a festeggiare. All'arrivo è ucciso brutalmente da Stockburn e i suoi vicesceriffi. È la resa dei conti. Lo straniero predicatore collabora con Hull Barret e i due fanno saltare la cava mineraria di LaHood. Lo straniero giunge quindi in città, uccidendo in una sparatoria gli scagnozzi di LaHood. Subito dopo affronta i vice-sceriffi, uccidendoli uno dopo l'altro; quindi lo sceriffo Stockburn, rimasto da solo, affronta lo straniero, riconoscendo in lui l'uomo al quale aveva sparato quei colpi alla schiena e dato per morto. Un istante dopo i due si sfidano in un rapido duello, nel quale lo straniero piazza sei colpi in cerchio sullo sceriffo, nello stesso identico modo di quelli ricevuti, e un settimo - quello fatale - in piena fronte. LaHood cerca di sparare allo straniero dalla finestra del suo edificio, ma viene ucciso da Barret. Infine il predicatore riprende il proprio cavallo, andandosene dal paese liberato dal dominio del proprietario, e tocca a Megan, invaghitasi di lui come la madre, salutarlo urlando nella vallata, che riporta l'eco delle sue parole.

## Produzione
Il film è stato girato alla fine del 1984 nelle montagne Boulder in Idaho, a nord di Dom Valley; nel Columbia State Historic Park (Columbia, California) e nella vecchia ferrovia del Railtown 1897 State Historical Park (Jamestown, California). Inoltre, nella scena iniziale e quella finale, si notano le frastagliate Sawtooth Mountains, situate a sud di Stanley (Idaho).

## Distribuzione

### Edizione italiana
Nell'edizione italiana, per un errore di traduzione, il protagonista viene spesso chiamato Preacher ("predicatore" in inglese) come se si trattasse del suo nome. Il doppiaggio fu eseguito dalla S.A.S. e diretto da Bruno Alessandro.

## Accoglienza
Il cavaliere pallido ha incassato oltre 41 milioni di dollari contro un budget di 7 milioni. È il film western di maggior successo al botteghino negli anni ottanta.